# Восточногималайские лиственные леса
Восточногималайские лиственные леса — экорегион в Бутане, Индии и Непале, который находится на средних высотах восточной части Гималайского хребта.

## Описание
Экорегион занимает площадь в 83 100 км², представляя собой область умеренных широколиственных лесов, расположенных на высоте примерно 2000 — 3000 метров. Он простирается от реки Кали Гандаки в Непале до индийского штата Сикким, Западной Бенгалии, Бутана и индийского штата Аруначал-Прадеш.
На более низких высотах лиственные леса переходят в гималайские субтропические широколиственные леса и гималайские субтропические сосновые леса. На бо́льших высотах — в восточногималайские субальпийские хвойные леса.

## Флора
Восточногималайские лиственные леса отличаются высоким разнообразием флоры. Из арборифлоры особенно многочисленны виды родов дуб и рододендрон. Экорегион включает леса двух типов: вечнозелёные и лиственные.
Вечнозелёные леса состоят из различных видов дубов, преимущественно из дуба плитковидного (Quercus lamellosa), совместно с Lithocarpus pachyphylla, рододендроном древовидным (Rhododendron arboreum), Rhododendron falconeri, Rhododendron thomsonii, Michelia excelsa, Michelia cathcartii, эксбускландией тополевидной (Bucklandia populnea), Symplocos cochinchinensis, а также видами родов магнолия (Magnolia), коричник (Cinnamomum) и махил (Machilus).
В лиственных лесах преобладают клён Кемпбелла (Acer campbellii), орех грецкий (Juglans regia), ольха непальская (Alnus nepalensis), берёза ольховидная (Betula alnoides), берёза полезная (Betula utilis) и Echinocarpus dasycarpus.

## Фауна
Эндемики и редко встречающиеся виды млекопитающих, проживающие в данном регионе: золотой лангур (Trachypithecus geei), летяга Ходгсона (Petaurista magnificus), ассамская летяга (Biswamoyopterus biswasi), Niviventer brahma, тигр (Panthera tigris), малая панда (Ailurus fulgens), такин (Budorcas taxicolor), суматранский серау (Capricornis sumatraensis), сиккимская ночница (Myotis sicarius), горный резус (Macaca assamensis), медвежий макак (Macaca arctoides), красный волк (Cuon alpinus), белополосая ласка (Mustela strigidorsa), Pardofelis nebulosa, ирравадийская белка (Callosciurus pygerythrus).
Виды птиц: красногрудая кустарниковая куропатка (Arborophila mandellii), непальская сибия (Actinodura nipalensis), Alcippe ludlowi, Brachypteryx hyperythra, желтокрылая кустарница (Garrulax elliotii), сероголовая сутора (Paradoxornis gularis), Pnoepyga immaculata, сероголовая приния (Prinia cinereocapilla), Spelaeornis badeigularis, красногорлый крапивниковый бабблер (Spelaeornis caudatus), Stachyris oglei, колючая дроздовая тимелия (Turdoides nipalensis), непальский калао (Aceros nipalensis), белохвостый монал (Lophophorus sclateri), белобрюхая цапля (Ardea insignis), серобрюхий трагопан (Tragopan blythii), розовохвостый азиатский трогон (Harpactes wardi).